# Vergleichssatz von Rauch
In der Mathematik ist der Vergleichssatz von Rauch, benannt nach Harry Rauch, ein grundlegender Lehrsatz der riemannschen Geometrie.

## Formulierung des Satzes
Seien {\displaystyle M_{1},M_{2}} riemannsche Mannigfaltigkeiten und {\displaystyle \gamma _{1}\colon \left[0,a\right]\to M_{1},\gamma _{2}\colon \left[0,a\right]\to M_{2}} Geodätische mit {\displaystyle \vert \gamma _{1}^{\prime }(t)\vert =\vert \gamma _{2}^{\prime }(t)\vert } für alle {\displaystyle t}.
Sei {\displaystyle J_{1}} ein Jacobi-Feld entlang {\displaystyle \gamma _{1}} und {\displaystyle J_{2}} ein Jacobi-Feld entlang {\displaystyle \gamma _{2}} mit
{\displaystyle J_{1}(0)=J_{2}(0)=0,\langle J_{1}^{\prime }(0),\gamma _{1}^{\prime }(0)\rangle =\langle J_{2}^{\prime }(0),\gamma _{2}^{\prime }(0)\rangle ,\vert J_{1}^{\prime }(0)\vert =\vert J_{2}^{\prime }(0)\vert }
Man nehme an, dass {\displaystyle \gamma _{2}} keine konjugierten Punkte hat und dass für alle {\displaystyle t} und alle {\displaystyle v_{1}\in T_{\gamma _{1}(t)}M,v_{2}\in T_{\gamma _{2}(t)}M} die Ungleichung 
{\displaystyle K(v_{1},\gamma _{1}^{\prime }(t))\leq K(v_{2},\gamma _{2}^{\prime }(t))}
für die Schnittkrümmungen der aufgespannten Ebenen gilt.
Dann ist
{\displaystyle \vert J_{1}(t)\vert \geq \vert J_{2}(t)\vert }
für alle {\displaystyle t}. Falls für ein {\displaystyle t_{0}} die Gleichheit {\displaystyle \vert J_{1}(t_{0})\vert =\vert J_{2}(t_{0})\vert } gilt, muss {\displaystyle K(J_{1}(t),\gamma _{1}^{\prime }(t))=K(J_{2}(t),\gamma _{2}^{\prime }(t))} für alle {\displaystyle t\in \left[0,t_{0}\right]} sein.

## Folgerungen
Aus dem Vergleichssatz von Rauch folgt ein Dreiecksvergleich für Mannigfaltigkeiten mit einer unteren Krümmungsschranke: In einer Mannigfaltigkeit der Schnittkrümmung {\displaystyle K\geq K_{0}} sind Dreiecke dicker als Dreiecke mit denselben Seitenlängen in der (einfach zusammenhängenden) Vergleichs-Mannigfaltigkeit mit konstanter Schnittkrümmung {\displaystyle K_{0}}. (Der analoge Dreiecksvergleich für Mannigfaltigkeiten mit oberer Krümmungsschranke wurde von Alexandrow und Toponogow bewiesen.)
Rauch bewies den Vergleichssatz ursprünglich um zu zeigen, dass eine einfach zusammenhängende Mannigfaltigkeit der Schnittkrümmung {\displaystyle 0{,}76\leq K\leq 1} homöomorph zur Sphäre sein muss. Das wurde später von Klingenberg und Berger zum Sphärensatz verbessert.